# È vero che vuoi restare
È vero che vuoi restare è un brano musicale di Alessandra Amoroso pubblicato il 4 novembre 2011 dalla casa discografica Epic (con distribuzione Sony Music) come singolo apripista dal suo primo album live intitolato Cinque passi in più, a sua volta pubblicato il 5 dicembre 2011.

## Descrizione
Il singolo è stato scritto da Federica Camba e Daniele Coro, che ne curano anche la composizione, mentre l'arrangiamento e la produzione del brano sono affidate a Celso Valli.
A due anni dalla pubblicazione il brano viene inserito nella compilation Love 2013.

## Video musicale
Il video musicale, per la co-regia di Marco Salom e Roberto "Saku" Cinardi, viene pubblicato l'11 novembre 2011. Lo stesso è ambientato sull'isola di Tenerife nei pressi del vulcano Teide.

## Tracce
Download digitale
Testi e musiche di Federica Camba e Daniele Coro; edizioni musicali Warner Chappell Music Italiana.
1. È vero che vuoi restare – 4:00 – Titolo originale: Vero che vuoi restare

## Successo commerciale
Nel maggio 2012 il brano è stato certificato disco d'oro per le oltre 15 000 copie vendute.

## Classifiche
| Classifica (2011) | Posizione massima |
| ----------------- | ----------------- |
| Italia            | 13                |

## Versione spagnola
Este amor lo vale è un brano musicale della cantante italiana Alessandra Amoroso, versione tradotta in lingua spagnola del brano È vero che vuoi restare scritta da Federica Camba e Daniele Coro, contenuta nell'album Cinque passi in più, pubblicato dalla cantante nel 2011. Nel 2023 è diventata la colonna sonora della telenovela El amor invincible.

### Pubblicazione
La pubblicazione del brano avviene ufficialmente il 22 gennaio 2016, con la pubblicazione del videoclip, ma viene presentato dalla cantante durante il suo tour promozionale effettuato nel mese di novembre 2015 in Argentina.

### Video musicale
Lo stesso giorno di pubblicazione del singolo, viene pubblicato anche il videoclip del singolo, diretto da Marco Salom e girato a Roma, in tre diverse location: sul lungo Tevere, sul lungomare di Ostia e al Circo Massimo. Nei diversi scenari del videoclip, dove la cantante trasmette l'emozione per una storia personale e intima.

### Tracce
Download digitale
1. Este amor lo vale – 4:05 (testo: Federica Camba e Daniele Coro)